# ORP Admirał Sierpinek
ORP Admirał Sierpinek – polski okręt sztabowy, dawny rosyjski parowiec „Tatiana”. Służył w Flotylli Rzecznej Marynarki Wojennej Polskiej Marynarki Wojennej od 13 sierpnia 1920 do 18 września 1939. Nazwa upamiętniała Mateusza Sierpinka – pierwszego polskiego admirała (XVI w.).

## Historia
Pierwotnie rosyjski statek towarowo-pasażerski, w marcu 1919 zmobilizowany przez bolszewików do Wojennej Flotylli Prypeckiej jako okręt-baza wodnosamolotów. Zdobyty przez Polaków 27 kwietnia 1920 roku w Czarnobylu i wcielony do służby jako transportowiec „T-2”. Podczas odwrotu wojsk polskich samozatopiony 25 lipca 1920 na Pinie, wydobyty przez wojska sowieckie, przeholowany do Mostów Wołyńskich i tam podczas ich odwrotu ponownie samozatopiony. Ponownie wydobyty przez Polaków w kwietniu 1921 roku, gruntownie wyremontowany w stoczni w Modlinie i w 1922 wcielony do Flotylli Wiślanej.
W 1925 roku skierowany do Szkoły Specjalistów Morskich w Świeciu, gdzie służył jako okręt szkoleniowy.
W październiku 1928 roku został skierowany do Flotylli Pińskiej, gdzie od kwietnia 1929 roku służył jako statek sztabowy. W 1935 roku został gruntownie wyremontowany i przebudowany. 
W wypadku wojny miał pełnić zadanie dozorowania przepraw na rzece Prypeć w rejonie Kanału Sytnickiego. 30 sierpnia 1939 roku okręt udał się na wyznaczone miejsce. Po agresji sowieckiej 17 września musiał zostać samozatopiony, gdyż niskie stany wód uniemożliwiały żeglugę. 
Wydobyty przez Rosjan w 1941 i wcielony do służby jako statek sztabowy „Pripjat” („Prypeć”). Po wybuchu wojny niemiecko-radzieckiej w czerwcu 1941 wycofany na Dniepr i tam zatopiony przez Luftwaffe. 